# Bernardo Onori
Bernardo Onori (Nettuno, 5 ottobre 1946) è un ex pugile italiano, olimpionico a Montreal 1976.

## Carriera
Residente ad Anzio, Bernardo Onori crebbe con il mito del grande Giulio Rinaldi. Ha però combattuto esclusivamente tra i dilettanti.
È stato campione d'Italia dei pesi mosca nel 1967 a Napoli. L’anno dopo, a Cecina, conquistò la medaglia d'argento nei gallo, perdendo in finale da Salvatore Fabrizio. Si rifece nel 1970 a Sassari, vincendo la medaglia d'oro. Dopo una nuova sconfitta in finale da Claudio Piccolo, nel 1972, salì per la terza volta sul gradino più alto del podio dei Campionati nazionali, nel 1974, a Rimini
Nel frattempo, si prese il lusso di vincere per ben due volte il titolo mondiale militare, nel 1970 ad Abidjan e nel 1971 a Rotterdam.
Onori ha preso parte ai Campionati mondiali di pugilato dilettanti del 1974 a L'Avana. Batté ai punti il marocchino Mohamed Radi poi è stato sconfitto dal sovietico David Torosjan, per squalifica al terzo round.
Ha capitanato la sfortunata spedizione italiana ai Giochi della XXI Olimpiade di Montreal del 1976 che non fruttò nemmeno una medaglia alla squadra azzurra. Onori batté nei turni preliminari l’egiziano Abdelnabi Elsayed Mahran (5:0) e l’australiano Brian Tink (5:0) ma dovette arrendersi allo statunitense Charles Mooney (0:5), poi vincitore della medaglia d'argento
Dopo di ciò, ormai trentenne, ha appeso i guantoni al chiodo senza passare al professionismo.